# Лагуна (оповідання)
«Лагуна» (англ. The Lagoon) — оповідання британського письменника Джозефа Конрада. Вперше опубліковано 1897 року на сторінках журналу «The Cornhill Magazine», а 1898 року увійшло до збірки оповідань «Оповісті неспокою». Твір розповідає про білу людину на ім'я Туан (еквівалент до «лорд» або «сер»), який подорожує човном крізь індонезійський тропічний ліс і на ніч зупиняється в Арсата, свого давнього друга-малайця, кохана жінка якого якраз захворіла і перебуває присмерті. Арсат починає розповідати йому історію, що сталася з ним у минулому.

## Сюжет
Туан виходить з човна й іде до хатини, щоб навідатися до свого друга-малайця Арсата. У напівтемній кімнаті на ліжку лежить його дружина Діамелен, яка захворіла і перебуває присмерті. Арсат починає розповідати історію, коли він із братом викрали Діамелен, яка була служницею дружини раджі.
Вони втікали на човні усю ніч, коли раптом побачили одну із пірог, що раджа надіслав переслідувати їх. Причаливши біля берега маленької бухти, брат сказав Арсату тікати з дівчиною на другий бік лісу, де він знайде човен, і чекати на нього там, поки він з рушницею відіб'ється від переслідувачів. Прибігши на місце, Арсат відштовхнув човен на глибоку воду і покинув брата напризволяще, хоча бачив як брат біг галявиною і падав, тікаючи від переслідувачів, і кликав його, коли зрештою люди раджі оточили та вбили його. Арсат зрадив свого брата заради коханої жінки, яка зараз перебуває на межі життя і смерті.
Під кінець оповідання, сонце символічно поволі сходить, а Діамелен помирає. Тепер Арсат не має нічого крім темряви, і каже Туану, що планує помститися вбивцям свого брата. Туан сідає у свій човен і відпливає, а Арсат залишається і вдивляється «крізь променисте світло безхмарного дня в темне царство привидів».

## Аналіз
Оповідання містить велику кількість символів та контрастів — використання таких протиставлень як темрява/світло, білий/чорний, схід сонця/ захід сонця, вода/вогонь, а також рух/тиша. Арсатова ділянка непорушна, а все поза нею перебуває у русі. На початку оповідання, брат каже Арсату, що в нього тільки половина мужчини, а інша половина у Діамелен, але після її смерті Арсат знову стає одним цілим. В Арсатовій ділянці знову починається рух, який вказує на те, що Арсат полишає «світ ілюзій» і зрештою стає «вільною людиною». В оповіданні, темнота вказує на неосвіченість і заперечення, а світло — на освіченість.

## Переклад українською
Перше українське видання твору відбулося 1926 року у видавництві «Слово».